# Leptaschema
Leptaschema is een kevergeslacht uit de familie van de boktorren (Cerambycidae). De wetenschappelijke naam van het geslacht werd voor het eerst geldig gepubliceerd in 1953 door Breuning.

## Soorten
Leptaschema is monotypisch en omvat slechts de volgende soort:
- Leptaschema filarium (Fauvel, 1906)